# Roa (artysta)
Roa, również ROA (ur. ok. 1975) – belgijski autor murali i street artów.

## Życiorys
Urodził się prawdopodobnie około 1975 roku. Dorastał w Gandawie. Prace artysty przedstawiają głównie zwierzęta i są najczęściej utrzymane w czarno-białej kolorystyce, czasami posiadają również czerwone elementy. Niektóre z murali przedstawiają również wnętrzności stworzeń.

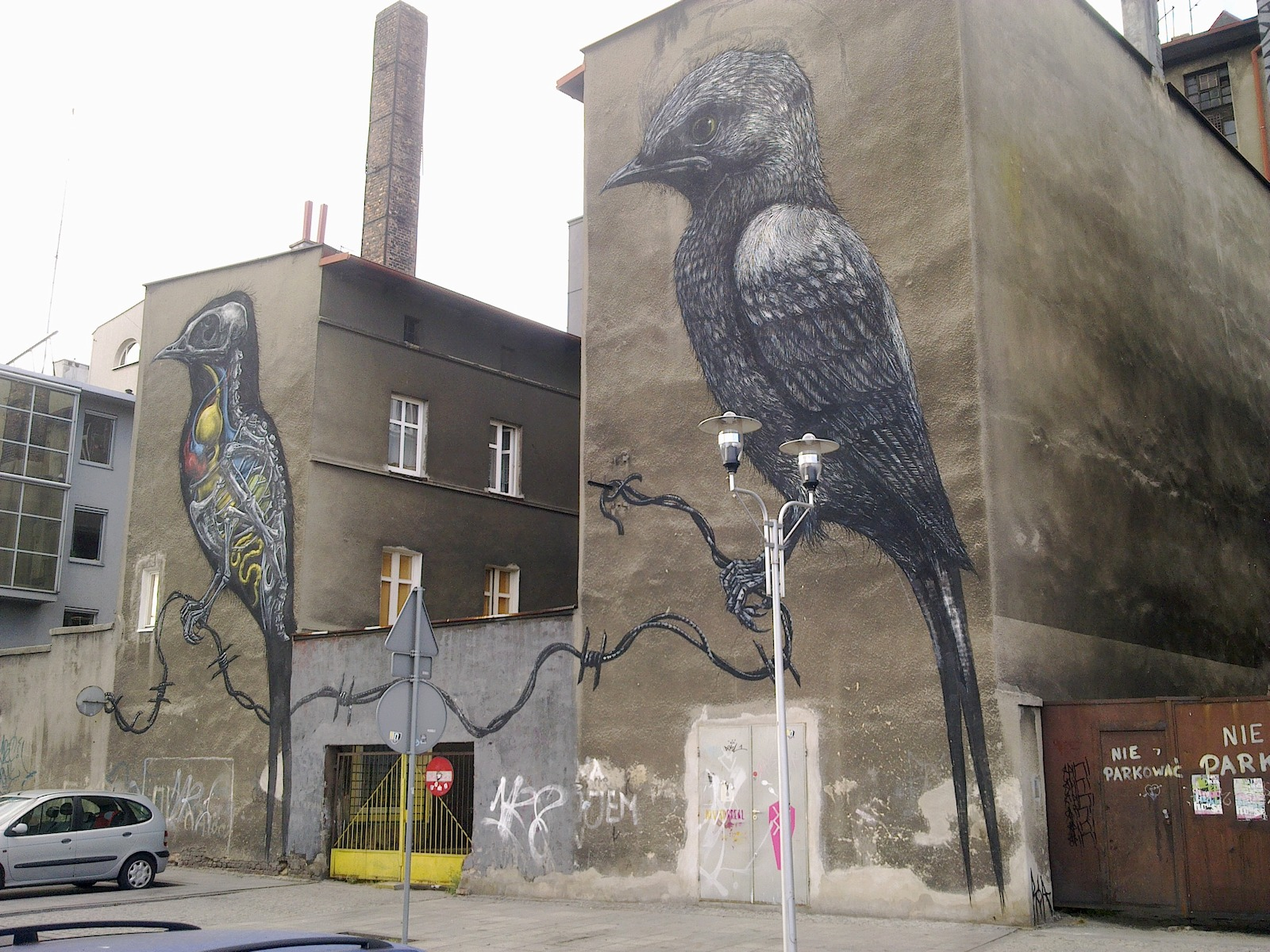
Ptaki, Katowice, 2012

## Dzieła
- Mural przedstawiający królika na ścianie budynku kawiarni i studia muzycznego w Londynie, w dzielnicy Hackney, 2009[1],
- Mural przedstawiający mysz na ścianie garażu przy Henderson Street, Fremantle, Australia, 2011[4],
- Ptaki na elewacji kamienicy przy ul. Mariackiej Tylnej 11 w Katowicach, 2012[5],
- Mural przedstawiający iguanę na ścianie jednego budynków w San Juan, Portoryko, 2012[6],
- Łasice kradną jajka na bocznej ścianie kamienicy przy ul. Nowomiejskiej 5 w Łodzi, 2013[7],
- Mural przedstawiający ptaka, North Mendel Street, Chicago, USA, 2017[8],
- Mural przedstawiający szkielety zwierząt na elewacji budynku muzeum Uniwersytetu Gandawskiego, 2020[9].